# Ayumi hamasaki COUNTDOWN LIVE 2014-2015 A Cirque de Minuit 〜真夜中のサーカス〜
『ayumi hamasaki COUNTDOWN LIVE 2014-2015 A Cirque de Minuit 〜真夜中のサーカス〜』（アユミ・ハマサキ・カウントダウン・ライブ・2014-2015・エー・シルク・ドゥ・ミニュイ まよなかのサーカス）は、浜崎あゆみが2014年12月29日から12月31日の3日間にかけて国立代々木競技場第一体育館で行われたカウントダウンライブであり、2015年4月8日発売のDVDおよびBlu-ray Discである。なお、タイトルにある「A」はロゴ表記。

## 解説
デビュー17周年にあたる2015年4月8日に、DVDおよびBlu-ray Discが16枚目のアルバム『A ONE』と同時リリースされた。
リリースを記念して、「ayumi hamasaki ニューアルバム＆NEW LIVE DVD/Blu-rayリリース記念〜ayuがあなたの街にやってくる〜 SPECIAL」と題したラジオ公開録音イベントが2月27日から3月1日にかけて、大阪市、福井市、名古屋市、静岡市、仙台市の5都市で開催された。
本作はオリコン週間総合DVDランキングで首位を獲得した。浜崎の音楽DVDによる首位獲得は、『ayumi hamasaki COUNTDOWN LIVE 2010-2011 A 〜do it again〜』以来、約3年8ヵ月ぶりである。

## 曲目
1. Duty
2. Microphone
3. Energy Blasts
4. GAME
5. my name's WOMEN
6. 1 LOVE
7. End roll[3]
8. Zutto...
9. Last minute
10. Tears
11. Walk
12. forgiveness
13. progress
14. SURREAL 〜 evolution 〜 SURREAL
15. NOW & 4EVA
16. Movin' on without you
ここからアンコール。
17. XOXO
18. Lelio
19. Boys & Girls
20. how beautiful you are
21. Born To Be...

## 参加ミュージシャン
- 浜崎あゆみ：Vocal

バンドメンバー
- エンリケ：Bass
- 野村義男：Guitar
- 友成好宏：Keyboards
- 宮崎裕介：Keyboards
- 浜崎大地：Drums
- 山崎"Princess"陽子：Chorus
- Timothy Wellard：Chorus